# Едмунд Тюдор, 1-й граф Річмонд
Е́дмунд Тюдо́р, 1-й граф Рі́чмонд (англ. Edmund Tudor, 1st Earl of Richmond; також відомий як Е́дмунд із Ге́дема, англ. Edmund of Hadham; близько 1430 — 1 листопада 1456) — син уельського землевласника Оуена Тюдора і французької принцеси Катерини Валуа; єдиноутробний брат короля Англії Генріха VI, старший брат уельського воєначальника Джаспера Тюдора, батько короля Англії Генріха VII.

## Дитинство і юність
Народився в палаці Мач Гедем у графстві Гартфордшир або в місті Гедем в графстві Бедфордшир. 1436 року мати Едмунда віддалилася в Бермондсейське абатство, де померла за рік потому. До березня 1442 року Едмунд і його брат Джаспер виховувалися настоятелькою Баркінгського абатства Катериною де ла Поль (сестрою Уїльяма де ла Поля, 1-го герцога Саффолка — фаворита Генріха VI), потім поступили в свиту Генріха. 15 грудня 1449 року Едмунд був посвячений у лицарі. 1452 року брати були визнані Генріхом членами королівської сім'ї. 5 січня 1453 року Едмунд і Джаспер, які отримали відповідно титули графа Річмонда і графа Пембрука, принесли в Тауері королю інвеституру за свої володіння. 20 січня обидва були представлені парламенту, завдяки чому увійшли до складу англійської знаті.

## Одруження на Маргариті Бофорт
1452 року леді Маргарита Бофорт, дев'ятирічна дочка Джона Бофорта, 1-го герцога Сомерсета, була покликана до двору Генріха VI, який доводився їй троюрідним братом. 1 листопада 1455 року дванадцятирічна Маргарита була видана заміж за Едмунда. Наступного року вона завагітніла майбутнім королем Англії Генріхом VII.

## Полонення і смерть
Улітку 1456 року Едмунд Тюдор, який брав участь у війні Червоної та Білої троянд на стороні Ланкастерів, був захоплений у полон прибічником Йорків Вільямом Гербертом, 1-м графом Пембруком і поміщений у замок Кармартен у Південному Уельсі. 3 листопада 1456 року Едмунд помер від бубонної чуми і був похований при францисканському монастирі Кармартена. Валлійський поет Льюїс Глін Коті створив елегію на його смерть.
Єдиний син Едмунда, Генрі — майбутній Генріх VII, засновник англійської королівської династії Тюдорів, — народився в Пембрукському замку майже через три місяці після смерті батька.
1539 року останки Едмунда були перезаховані в соборі Святого Давида в Сент-Дейвідсі.
|  |